# GeoGuessr
『GeoGuessr』（ジオゲッサー）は、アントン・ウォーレンにより開発されたブラウザゲーム。2013年5月9日にリリースされた。
ランダムに選ばれたGoogle ストリートビューの画像が表示され、その場所をGoogle マップ上で当てるゲームである。

## ゲーム内容
ランダムに選ばれたGoogle ストリートビューの画像から、その場所を推測するゲームである。ストリートビューを移動して、道路標識、看板などの文字情報や、太陽の位置、植物相、土壌の種類などの自然環境、ストリートビューを撮影する車両の特徴から、出題場所を判断する。場所が推測できたら、画面のGoogle マップで場所を選択してピンを立て、「Guess」ボタンを押して解答する。
HUDは、ストリートビューの画像とコンパス、移動、パン、ズーム、Google マップで構成されている。また、制限時間を設定したり、移動、パン、ズームを禁止したりできる。この機能を利用することで、ゲームの難易度を上昇させることができる。

### モード
主なモードは、以下の通りである。
Classic Maps
5つのラウンドで構成され、それぞれ異なるストリートビューの場所を表示する。プレイヤーは推測した場所と実際の画像の場所との近さに応じてポイント（1ラウンドあたり最大5000ポイント）を獲得する。世界各地、国や地域ごとの範囲で出題される「公式マップ」と、プレイヤーが作成した「コミュニティマップ」で遊ぶことができる。
Streaks
プレイヤーが間違った推測をするまで、国、アメリカ合衆国の州、世界の都市を特定する。
Maprunner
2023年3月に追加された、ボードゲーム風のインタフェースが特徴のモード。プレイヤーは最初に10000エネルギーを持っていて、各ラウンドで場所を不正確に推測して失ったポイントと同数のエネルギーを失う。エネルギーが0になる前に、最終的なゴールまでたどり着かなければならない。パワーアップやエネルギー回復アイテムがあるが、ラウンドを追うごとに道が長くなり、制限時間や移動禁止などの制限がつき、徐々に難しくなる。
Explorer Mode
特定の国での出題場所に誰が一番近いかを他のプレイヤーと競う。推測の正確さに応じてメダルを獲得できる。
Battle Royale
他のプレイヤーと対戦する。出題場所から離れた場所を推測したプレイヤーから脱落し、最後の1人になるまで競う。
Duels
1対1で対戦する。プレイヤーには、ゲーム開始時にヘルスポイントが6000ポイント与えられる。各プレイヤーはClassic Mapsと同様の推測を行う。獲得したポイントの差が、遠くに推測したプレイヤーへのダメージとなる。相手のヘルスポイントを0にすれば勝利となる。
Quiz
ストリートビューの場所当てクイズと、一般的な択一クイズを遊ぶことができる。

### サブスクリプション
『GeoGuessr』をプレイするには、サブスクリプションに登録することが必須となっている。2024年1月までは基本プレイ無料であり、無料モードでは、15分ごとに5分間のプレイに制限され、サブスクリプションに登録すると、時間制限・広告なしプレイ、フレンドの招待、カスタマイズマップの作成などが可能になっていた。2024年2月1日より無料モードが廃止されたが、Quizで遊んだり、サブスクリプション会員が主催するパーティに参加したりすることは無料でも可能である。

## 開発
『GeoGuessr』は、2013年にスウェーデンのソフトウェアエンジニアであるアントン・ウォーレン (Anton Wallén) によって制作された。ウォーレンはストリートビューで遠く離れた場所を訪れるのが好きであり、最初にストリートビューでランダムな場所を生成するプログラムを作成し、その後、競技要素を追加した。
このゲームの開発には約2週間を要した。Google ストリートビューを使用するためのBackbone.js JavaScriptライブラリとGoogle マップのAPIを使用している。ウォーレンは2013年5月9日に完成したゲームをGoogle Chrome Experimentsに投稿した。
対応言語は、英語、ドイツ語、フランス語、イタリア語、オランダ語、ポルトガル語、スペイン語、スウェーデン語、トルコ語、日本語、ポーランド語の11言語である。モバイルアプリはAndroidとiOSで利用できる。

## 評価・受容

### 評価
The Brandwatch React teamは、2013年5月のリリース初期において瞬く間に流行し、成功を収めたと評した。Will Oremusは、このゲームを「非常に中毒性がある」と評した。
流行の後、小規模ながら活発なコミュニティを維持していたが、新型コロナウイルス感染症のパンデミックをきっかけに2度目の流行が起こり、2021年3月にピークを迎えた。ゲームへの関心はReddit、YouTube、Twitchなどのプラットフォームで伝播し、様々なプレイヤーがゲームをプレイする様子を録画したりストリーミング配信したりして取り上げられるようになった。
一部のプレイヤーは、ゲーム内で使用されている画像の一部を批判している。ザンジバルのような場所では、サードパーティーや非公式の画像が使用されていて、これらの一部が、画質が荒かったり、ぼやけていたり、露出過多または過少であったりすると評している。ザンジバルの範囲の画像を提供するプログラムを主導した組織であるWorld Travel in 360は、「マッピングは何もないよりはましだ」と述べている。

### ファンメイド版
『World of Warcraft』、『原神』、『ゼルダの伝説 ブレス オブ ザ ワイルド』など、他のゲームの環境を使用したファンメイド版が制作されている。

### 教育・研究
『GeoGuessr』は、プレイヤーが地理的・文化的景観を分析するための批判的スキルを身につけることを支援する教育ツールとして挙げられており、このゲームが学校の地理教育を強化させる可能性が示唆されている。
2023年7月、スタンフォード大学の研究者が、『GeoGuessr』での出題の40 %を25キロメートル（16マイル）以上の精度で位置を特定できる機械学習ツールを開発した。プレプリントの中で研究者らは、画像の場所の特定には気候を正しく把握する必要があることが多いため、このようなモデルが気候研究に良い影響を与える可能性があることを指摘している。人工知能が2つの画像が同じ地域のものであることを検出できれば、このツールに画像を与えることで、気候変動が地域にどのような影響を与えるかについて、安価にデータを提供することができる。この研究では、屋外の場所を素早く認識することが、プライバシーやセキュリティに問題がある可能性があることが認識されている。

## 大会

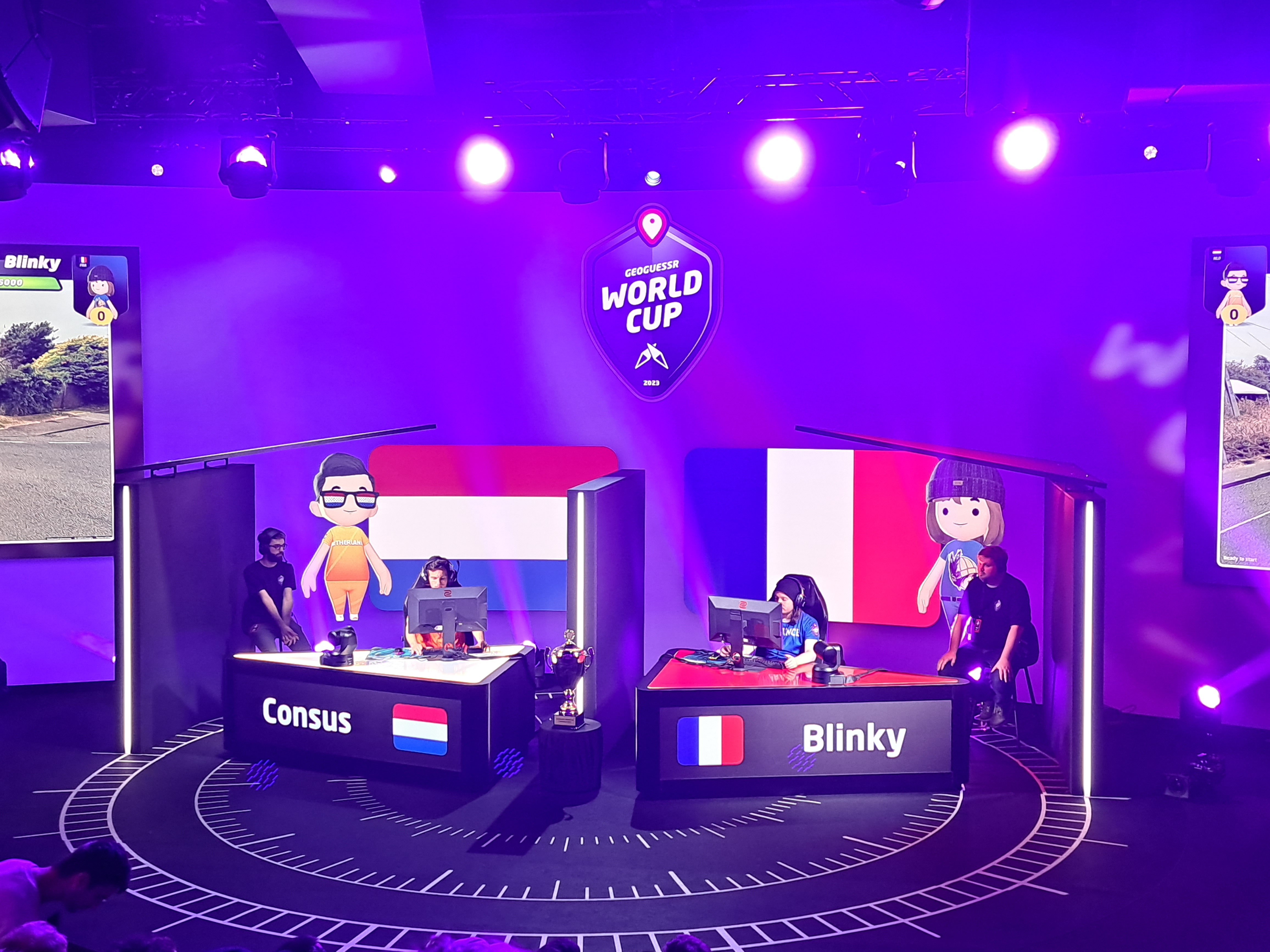
「GeoGuessr World Cup 2023」決勝戦の様子。

2023年10月13日から14日にかけて、『GeoGuessr』の史上初となる世界大会「GeoGuessr World Cup 2023」がスウェーデンのストックホルムにて開催された。大会には24人が参加し、賞金総額は5万ドルであった。大会の様子はTwitchで配信された。